# Vijzelgracht (Amsterdam)

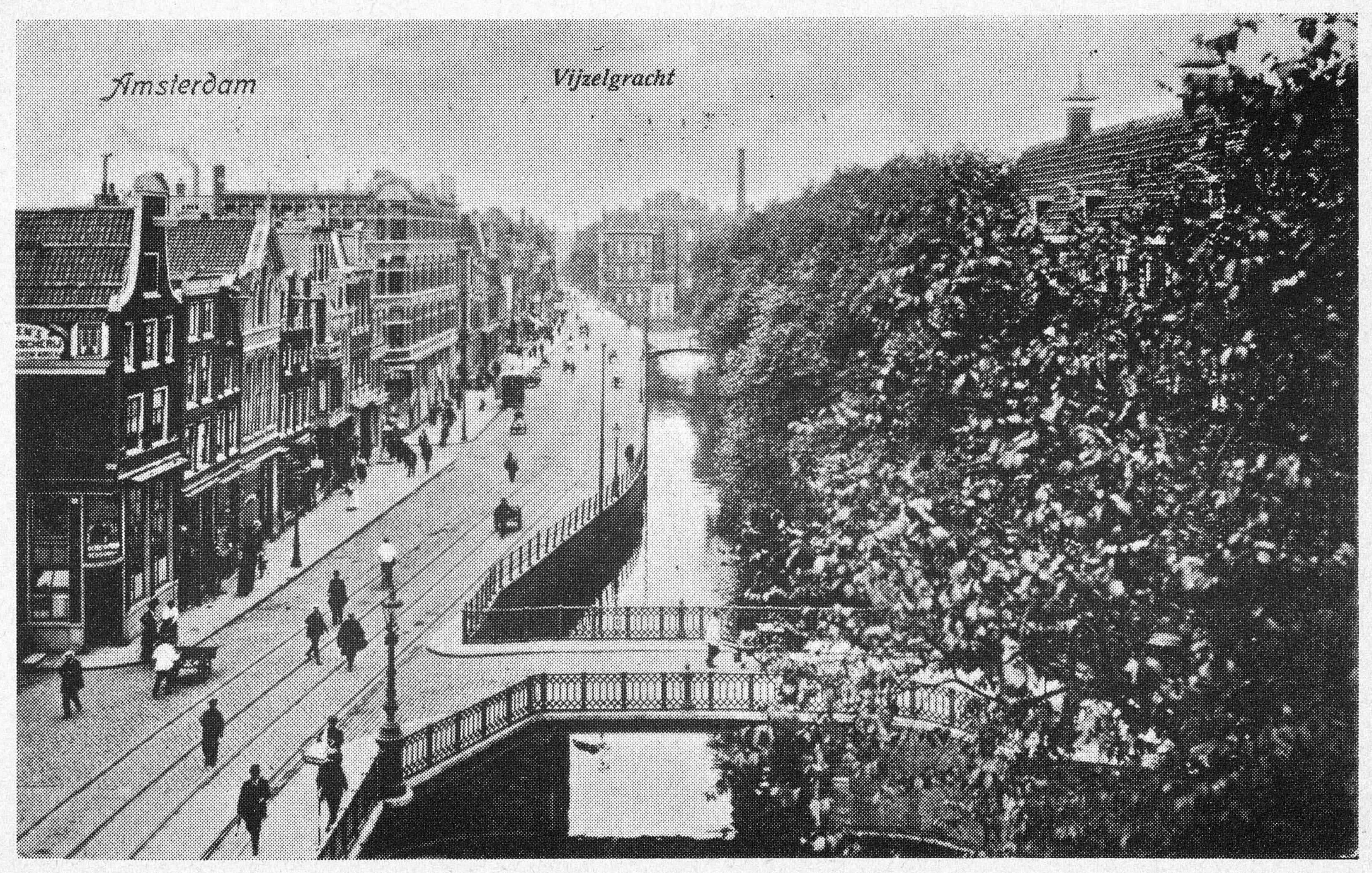
De nog niet gedempte Vijzelgracht, gezien vanaf de Prinsengracht; circa 1900, met twee verdwenen bruggen.

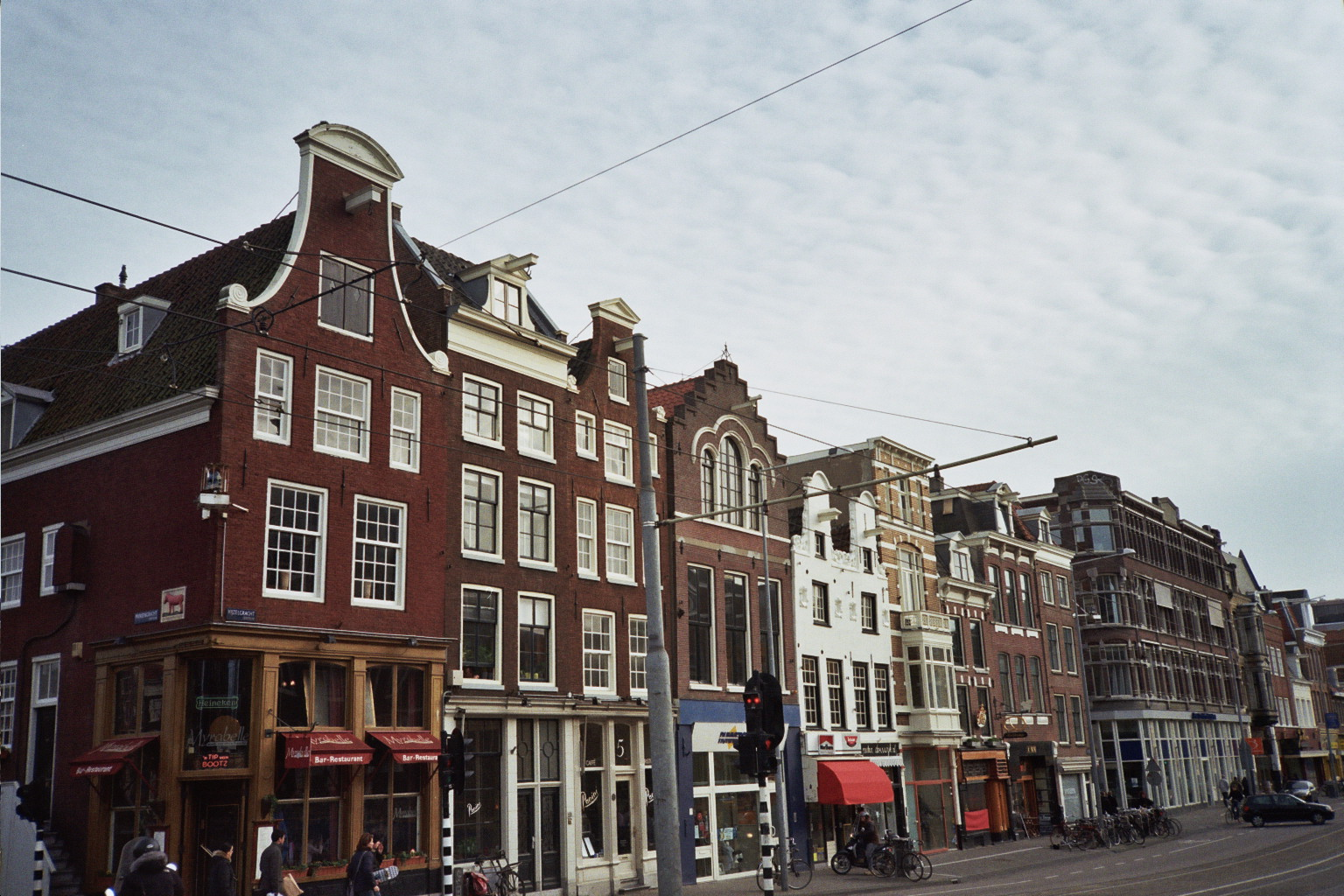
Panden aan de Vijzelgracht 1, 3, 5, etc. gezien vanaf de Prinsengracht.

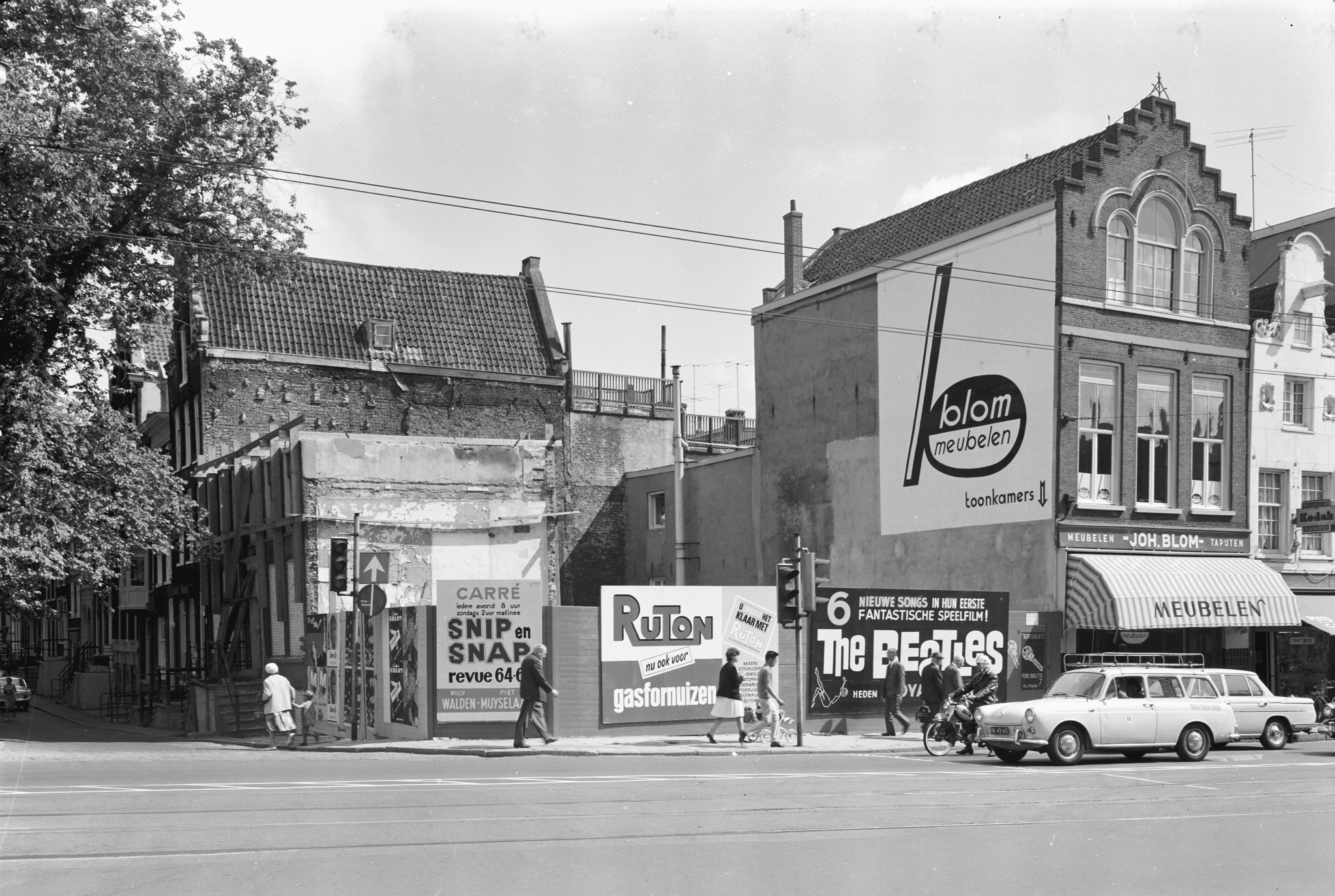
Dezelfde hoek in 1964, na sloop van de oorspronkelijke bebouwing en voor de herbouw in oude staat.

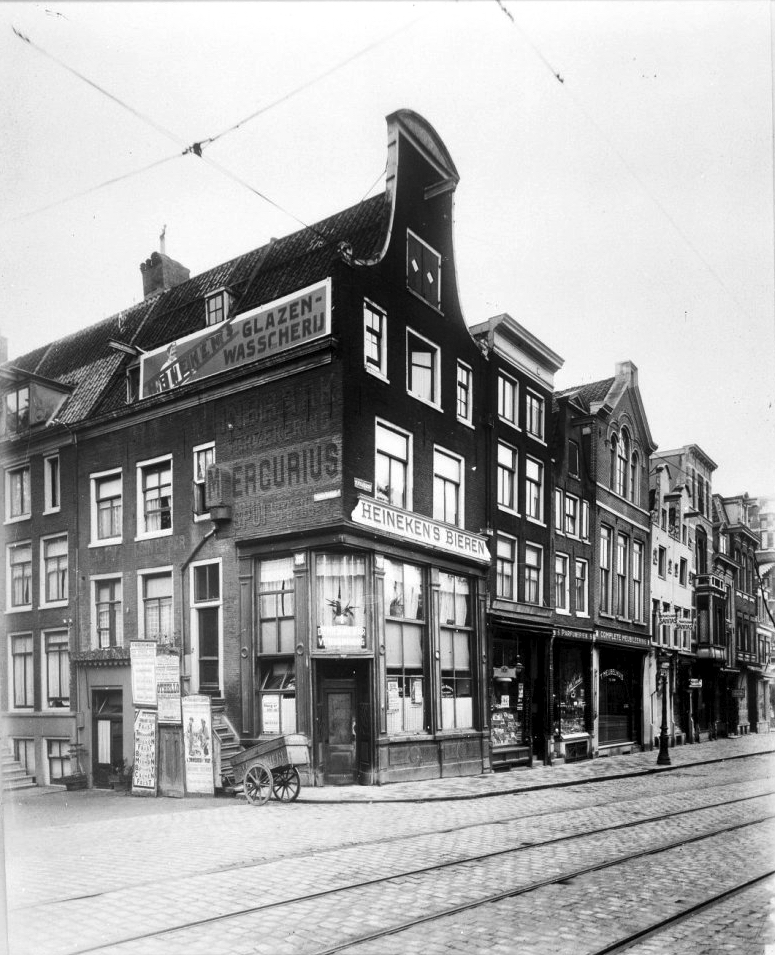
Vijzelgracht 1, 3, 5, in oorspronkelijke staat; circa 1920.

De Vijzelgracht is een gedempte Amsterdamse gracht tussen de Prinsengracht en de Lijnbaansgracht. Tussen de Lijnbaansgracht en de Weteringschans ligt de Nieuwe Vijzelstraat.
De Vijzelgracht grenst aan de grachtengordel en is onderdeel van een van de belangrijkste stadsradialen voor het openbaar vervoer en het wegverkeer. Deze doorgaande route leidt via de Vijzelstraat, het Rokin, de Dam en het Damrak naar het Centraal Station. Sinds 2018 ligt onder de straat het metrostation Vijzelgracht.

## Geschiedenis
De Vijzelgracht dateert uit de tijd van de grote stadsuitbreiding van Amsterdam in 1658. Daarvoor lagen er een klooster, een leprozeninrichting en een weeshuis. De Vijzelgracht en de Vijzelstraat zijn vermoedelijk genoemd naar de 17e-eeuwse bewoners Cornelis en Jan Vijselaar.
In de jaren zeventig van de 17e eeuw lag rond de Vijzelgracht een buurt die men het 'Noortse Bosch' noemde. De naam verwees naar de voor de fundering van de zogenaamde wevershuisjes gebruikte heipalen van Scandinavisch grenen. De net binnen de stad gelegen huisjes werden gebouwd ten behoeve van wevers, wolkammers en spinsters. De stad Amsterdam wilde de textielnijverheid stimuleren en stelde daarom grond ter beschikking aan het Burgerweeshuis, de Gasthuizen en het Leprozenhuis, die de huisjes bouwden en van de huurpenningen de wezen voedden en kleedden. In de textielindustrie konden armen een eerlijk loon verdienen. Ook in de aangrenzende Noorderstraat en Weteringbuurt (vroeger 'Het Vlakke Veld' geheten) zijn dergelijke wevershuizen gebouwd. In totaal telde de buurt in die tijd ruim 200 wevershuizen.
Vanaf de 17e eeuw lag aan de Vijzelgracht, hoek Lijnbaansgracht, de door water omgeven 'stadsstratenmakerswerf'. Op de plek van de vroegere werf opende in 1857 de Meel- en broodfabriek 'Holland'. Deze stond hier tot 1966. Na twaalf jaar braakligging verrees hier in 1978 het gebouw van de Autoriteit Financiële Markten.
Sinds 1883 reden er paardentrams door de Vijzelstraat en Vijzelgracht. In 1904 verscheen de elektrische tram. Sindsdien reed lijn 4 deze route. In 1913 kwam daar lijn 16 bij. In 1917 en 1926 werd de Vijzelstraat verbreed, daarna was er ruimte voor twee nieuwe tramlijnen: lijn 24 in 1929 en een jaar later lijn 25. In 1933 werd besloten de Vijzelgracht te dempen.
Lijn 4 verdween uit de straat in 1942 en werd in 1948 naar de Utrechtsestraat verlegd. Sinds de opheffing van tramlijn 25 in december 2013, tramlijn 16 op 22 juli 2018 en de inkorting van tramlijn 24 op 8 december 2023 rijdt er geen tramlijn meer door de straat. De sporen, die in 2022 zijn vernieuwd, blijven liggen voor omleidingen.

## Monumenten
De Vijzelgracht telt een aantal Rijks- en gemeentelijke monumenten. Te noemen zijn:
- Aan de Vijzelgracht 2a bevindt zich het 17e-eeuwse door architect Adriaan Dortsman (1636-1682) ontworpen Waals weeshuis. Het Walenweeshuis was sinds 1671 gevestigd aan de Vijzelgracht en bleef tot 1967 als zodanig in gebruik. Van 1971 tot 2016 waren het Maison Descartes en het Consulaat van Frankrijk in het Weeshuis gevestigd.
- De monumentale wevershuisjes, aan de Vijzelgracht vanaf nummer 20, zijn gebouwd tussen augustus 1670 en maart 1671. Het ontwerp van de wevershuizen is van architect Philips Vingboons (1607-1678). De panden zijn gebouwd volgens een vast stramien: een woonkelder, een bel-etage, een keuken aan de achterkant met souterrain en een eerste verdieping met kap. Op de eerste verdieping stonden de weefgetouwen, de spinsters werkten in de kelder. De hoekhuizen waren groter en deden dienst als winkel of tapperij.
- Het monumentale pand Vijzelgracht 63 is architectuurhistorisch van belang omdat er verschillende stijlen in zijn verwerkt. Het pand is ontworpen door architect D. van Oort Hzn. Ook het gemeentelijk monument Vijzelgracht 49 is van zijn hand.
- Het pand op nummer 63 is in 2002 gerestaureerd door Stadsherstel Amsterdam. In verband met de bouw van de Noord/Zuidlijn werd ook de fundering vervangen. Op de begane grond is een bedrijfsruimte, op de hoger gelegen etages bevinden zich woningen.[2]

Zowel het kantoorgebouw ter hoogte van de Vijzelgracht 50 / Lijnbaansgracht als het appartementengebouw aan de nabijgelegen Reguliersgracht / hoek Falckstraat draagt de naam 'Het Noortse Bosch'.
Zie verder: Lijst van gebouwen aan de Vijzelgracht. Onder de grond ligt Parkeergarage Vijzelgracht, alleen boven de grond te zien in de vorm van lifthuisjes.

## Bruggen
De Vijzelgracht kende een aantal bruggen:
- Walenweeshuissluis (brug 70), de brug over de Prinsengracht vanuit de Vijzelstraat (ligt er nog in 2024)
- brug 83 uit 1882 in de zuidelijke kade van de Prinsengracht over de Vijzelgracht voor Maison Descartes (gesloopt bij demping)
- twee bruggen in de kades van de Vijzelgracht over de Nieuwe Looiersgracht (verdwenen),
- brug 85, een loopbrug ter hoogte van de Derde Weteringdwarsstraat (verdwenen)
- brug in de kade van de Lijnbaansgracht over de Vijzelgracht (verdwenen)
- brug 86 in deze kade van de Vijzelgracht over de Lijnbaansgracht (ligt er nog in 2024).

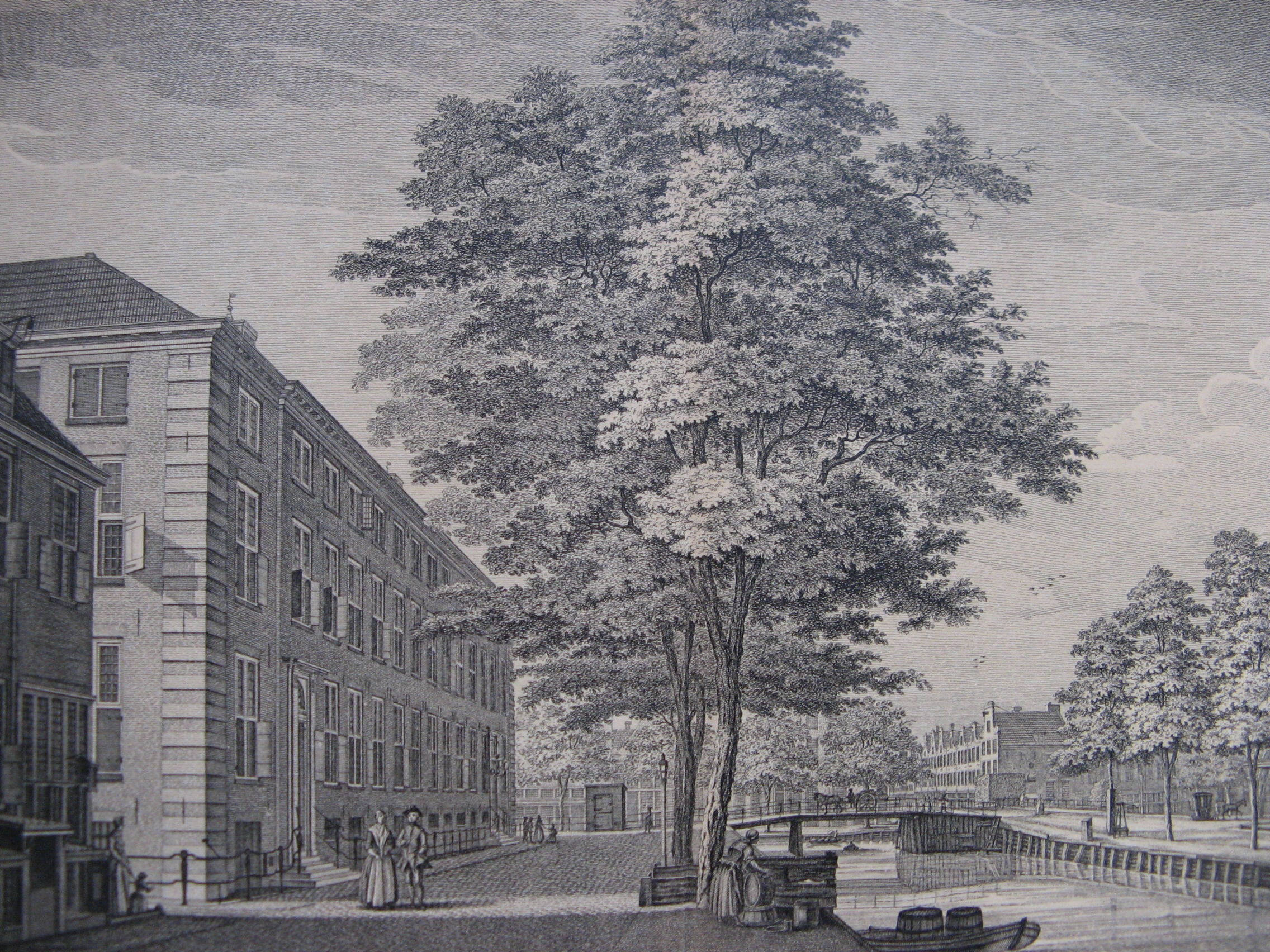
De Vijzelgracht en het Walenweeshuis; circa 1780.
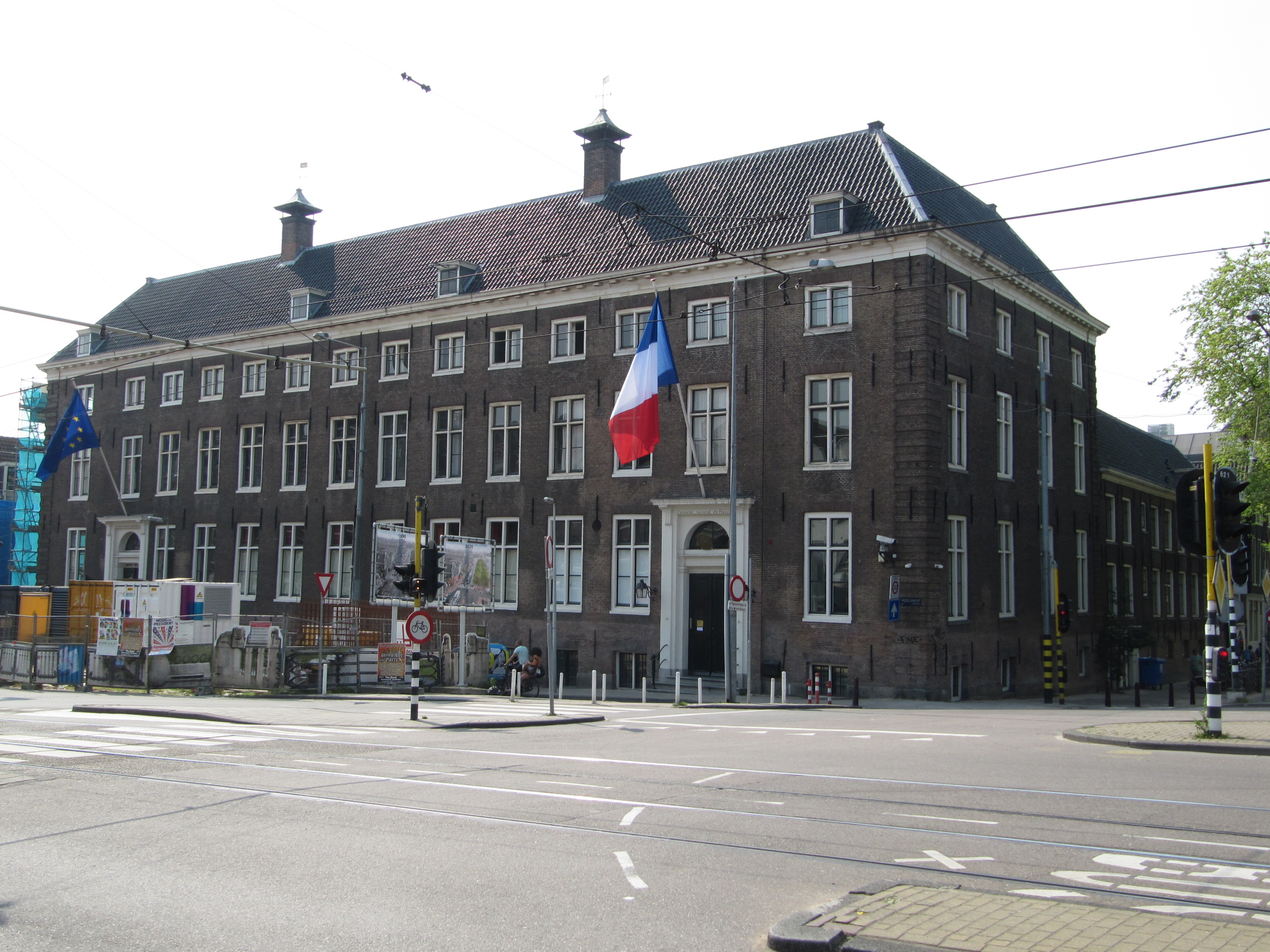
Het Walenweeshuis aan de Vijzelgracht
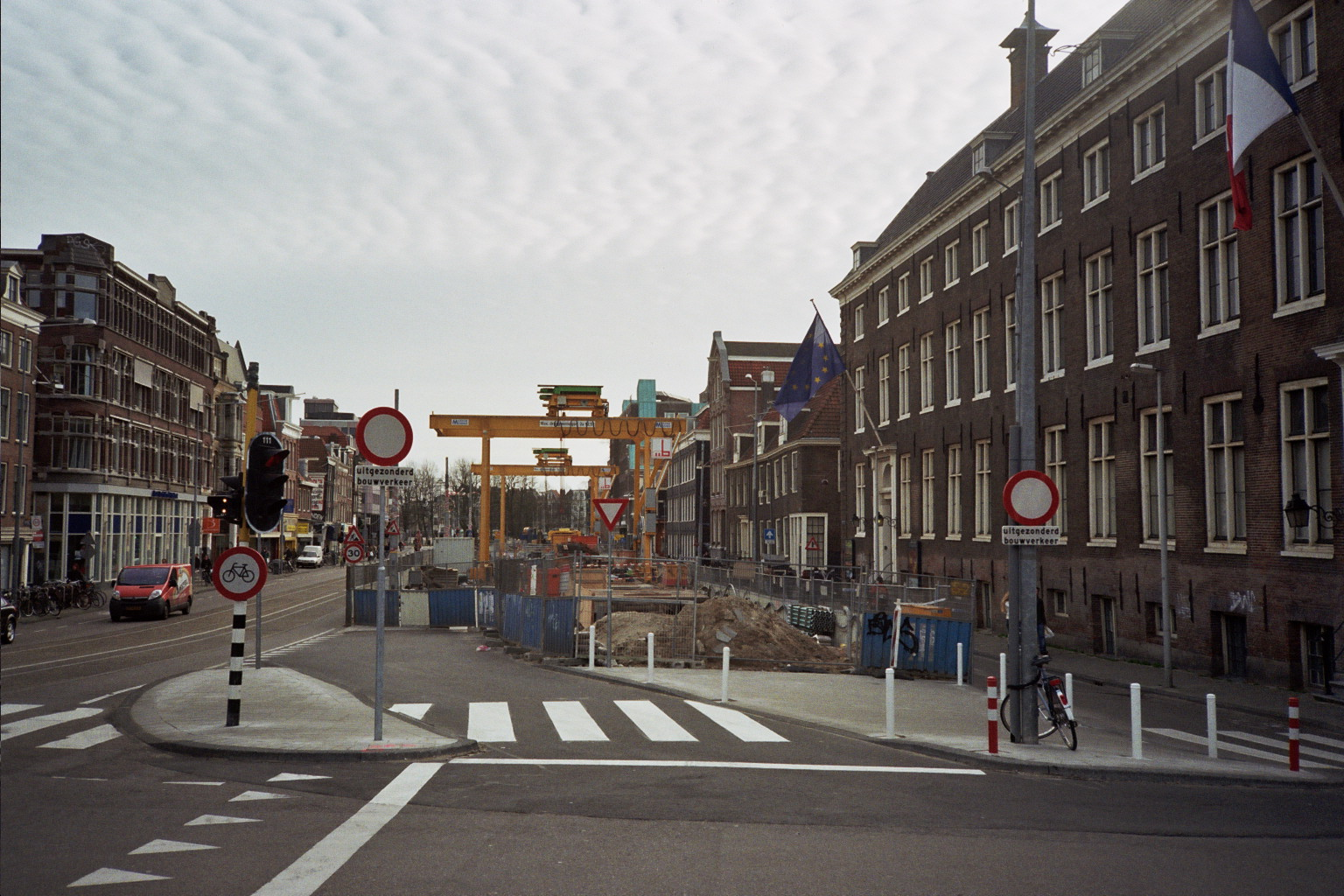
Werkzaamheden voor de metro, rechts het Walenweeshuis/'Maison Descartes', hoek Prinsengracht.
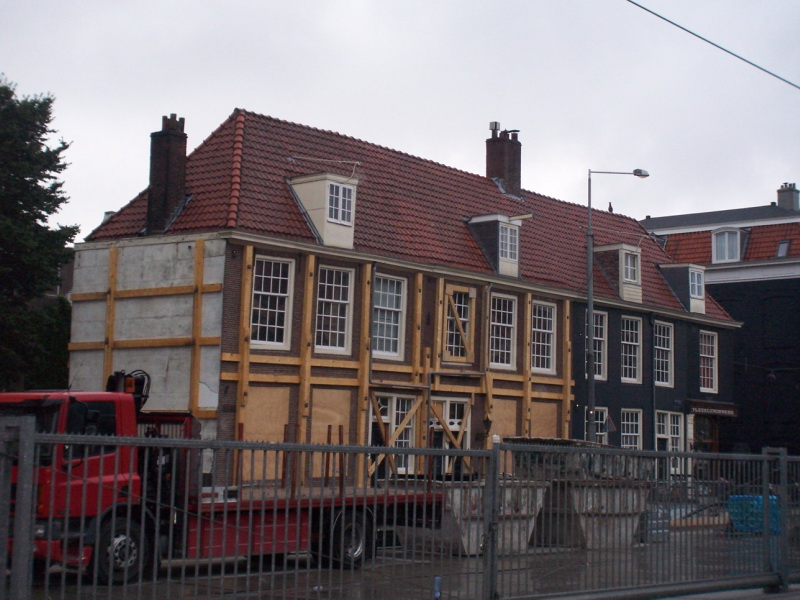
Verzakte wevershuizen aan de Vijzelgracht in 2008.

## Bouw Noord/Zuidlijn
Tussen 2002 en 2018 werkte men aan de bouw van de Noord/Zuidlijn, onder de Vijzelgracht ligt nu het metrostation Vijzelgracht. Een aantal bewoners van de Vijzelgracht opperde de gracht opnieuw uit te graven, de straat lag toch al open voor de bouw van het station, zo werd geredeneerd, en dus kon ook meteen het historische aanzicht van de gracht worden hersteld. Het buurtcomité "Vijzelgracht - Entree met Kracht" werd door enthousiaste buurtbewoners opgericht. Ook de Stadsdeelraad Amsterdam-Centrum sprak zich in eerste instantie positief uit over het terugbrengen van het water. De gemeenteraad van Amsterdam verwierp in april 2006 het plan echter, het zou te duur zijn.
De bouw van de Noord/Zuidlijn aan de Vijzelgracht leidde tot grote problemen. In oktober 2004 deden zich in de buurt van de Vijzelgracht de eerste verzakkingen voor, er verzakten zeven panden zo'n 2,5 centimeter. Op 19 juni 2008 verzakten vier monumentale panden (de wevershuizen) 15 centimeter door een lek in de diepwand. De werkzaamheden werden op 23 juni stilgelegd. Op 9 september 2008 werden de werkzaamheden rond de Vijzelgracht hervat. De gemeente en het projectbureau hadden onderzoek laten doen en volgens hen was het veilig om verder te werken. De volgende dag (10 september) verzakten er echter weer panden aan de Vijzelgracht. Deze keer verzakten zes panden binnen een paar uur meer dan twintig centimeter met een maximum van 23 centimeter. De oorzaak was wederom een lek in een diepwand. De bewoners werden ondergebracht in hotels. In januari 2009 meldde een chauffeur die beton leverde voor de damwanden bij station Vijzelgracht aan de pers dat er gewerkt was met beton dat al uren over de houdbaarheidstijd heen was. Hierdoor was de kwaliteit van het beton slecht en de wanden bros. Het door de gemeente Amsterdam ingehuurde onderzoeksbureau Deltares vond in 2008 114 zwakke plekken en een gat in de betonnen damwanden van de Vijzelgracht. Volgens Deltares waren die zwakke plekken onder andere veroorzaakt door het gebruik van slecht en vervuild beton en slechte wapening.